# غييرمو ريجوندو
غييرمو ريجوندو (بالإسبانية: Guillermo Rigondeaux)‏ مواليد 30 سبتمبر 1980 في سانتياغو دي كوبا، هو ملاكم كوبي يصنف ضمن فئة وزن الديك. حقق بطولة رابطة الملاكمة العالمية وبطولة منظمة الملاكمة العالمية. شارك في دورة الألعاب الأولمبية الصيفية.

## إحصائيات
خاض خلال مسيرته 16 نزالا، فاز في 16 ولم يخسر. فاز بالضربة القاضية في 10 نزالا.

## الميداليات
| الميدالية | المسابقة                       |
| --------- | ------------------------------ |
| ذهبية     | الألعاب الأولمبية الصيفية 2000 |
| ذهبية     | الألعاب الأولمبية الصيفية 2004 |
| ذهبية     | دورة الألعاب الأمريكية 2003    |

## روابط خارجية
- غييرمو ريجوندو على موقع بوكس ريك (الإنجليزية) (registration required)
- غييرمو ريجوندو على موقع اللجنة الأولمبية الدولية (الإنجليزية)
- غييرمو ريجوندو على موقع أوليمبيديا (الإنجليزية)